# Castelo Obama (província de Mutsu)

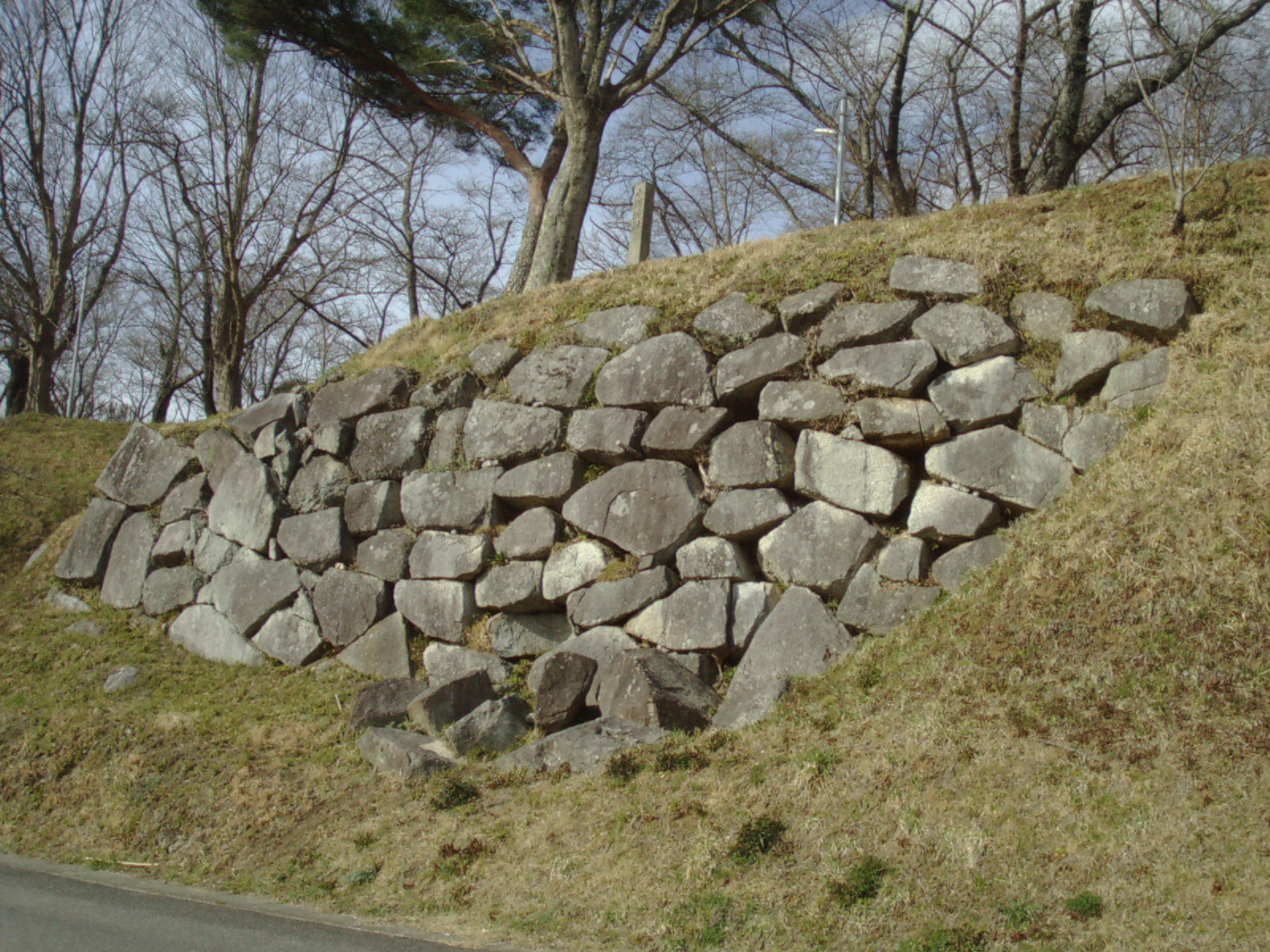
As ruínas do Castelo de Obama

Castelo de Obama (小浜城, Obama-jō) é um castelo construído na antiga cidade de Iwashiro (atualmente denominada Nihonmatsu), na prefeitura de Fukushima, Japão. As ruínas da torre interior fazem agora parte de um parque histórico.

## História
Na região Shiomatsu onde o castelo está localizado, a família Ishibashi governava o território durante o período Muromachi. Acredita-se que esse castelo tenha sido construído por Ōuchi, membro do clã Ishibashi. Em 1568, Ōuchi Yoshitsuna conquistou o seu mestre Ishibashi Naoyoshi, e tomou o controle da área de Shiomatsu. Em 1584, quando Date Masamune assumiu o controle do clã Date, Ōuchi Sadatsuna, então líder do clã, o jurou lealdade; no entanto, no ano seguinte, ele se separou e se juntou ao clã Ashina. Masamune atacou Shiomatsu e assumiu o controle de um castelo satélite ao de Obama, o castelo de Otemori. Ōuchi Sadatsuna fugiu para o castelo do clã Ashina e Masamune entrou no castelo sem que houvesse qualquer batalha.
Mais tarde, Date Masamune utilizou o castelo como base para atacar o clã Hatakeyama, e permaneceu lá habitando até o mês de agosto de 1586. Depois de certo tempo, Ōuchi Sadatsuna se rendeu a Masamune, e se tornou parte do clã dele. Cinco anos depois, em 1591, o daimiô Gamō Ujisato se tornou o líder do castelo. A muralha de pedra que pode ser vista nas ruínas da construção principal foi construída nesse período. Posteriormente, no período do clã Uesugi, Yamamura Kagekuni dominou o castelo. Em 1627, o castelo foi totalmente abandonado.

## Castelo de Miyamori
Dois quilômetros ao sul do Castelo de Obama, encontram-se as ruínas do castelo de Miyamori. Supõe-se que os dois castelos se protegiam entre si, geograficamente. O pai de Date Masamune, Date Terumune, invadiu o castelo de Miyamori pouco depois de Masamune ter invadido o castelo de Obama. Um santuário xintoísta foi erguido sobre as ruínas, e existe até hoje em dia. 